# Uklon
Uklon — украинская компания, а также одноимённый сервис агрегатора такси и мобильные приложения к нему. Штаб-квартира компании находится в Киеве.
Компания работает во многих городах Украины, а также в городах Молдовы, Узбекистана, Азербайджана. В мае 2022 года компания объявила о запуске международной франшизы для глобальной экспансии на новые рынки с планами расширения в странах Балтии, Польши, Словакии, Чехии и других.
К 2021 году приложение Uklon загрузили более 7,5 млн раз. На 2022 год Uklon объединял десятки тысяч водителей, которые вместе выполняют более 2 млн поездок в месяц.

## История
Uklon начался как сайд-проект в IT-компании Evos, которая занималась разработкой и поставкой всего спектра программного обеспечения для традиционных служб такси. В 2006 году Evos основал Дмитрий Дубровский.
В то время в Evos было около 20 работников, из них Дмитрий Дубровский был генеральным директором, Виктория Дубровская занималась финансами, Сергей Смусь отвечал за продажи. Разработкой продукта Uklon занимался выпускник Киево-Могилянской академии — 21-летний математик Виталий Дятленко. Уже в 2008 году Сергей и Виталий стали совладельцами Evos.
Портфолио Evos насчитывает успешные проекты, которые позволили занять фактически монопольное положение на рынке программного обеспечения для служб такси, и в определённой степени контролировать рынок в Украине.
Первоначальные инвестиции в проект Uklon составили $10 000. Партнёры за полгода разработали многофункциональный веб-портал, где для онлайн-заказа авто выделялась одна из вкладок. На этой странице можно было вызвать такси без разговора с диспетчером.
Uklon начал работу 25 марта 2010, с тех пор сервис вызова авто трансформировался из портала с вкладкой вызова такси в большой облачный продукт, который обеспечивает свободу перемещения миллионов пользователей.
Поначалу агрегатор принимал десятки заказов в сутки- в основном от друзей и друзей друзей. К 2013 году сервис сотрудничал более чем со 100 службами такси, через Uklon приходило 500—1000 заказов в сутки.
Evos и Uklon начали работать как две компании с 2015 года.
Название компании является сокращением от Ukraine online — интернет-портала, созданного учредителями сервиса.
В 2012 году было выпущено первое приложение для операционной системы Android, а в 2013 — для iOS.
В 2016 году был введен способ оплаты проезда банковской картой.
C июля 2019 года в Uklon можно расплачиваться услугой Google Pay, а с декабря сервис добавил возможность расплачиваться через Apple Pay.
В том же году фактически всю прибыль компания реинвестировала в развитие, в 2017—2018 годах Uklon полностью переработал приложение, систему рейтинга и борьбы с мошенничеством, улучшил карты, алгоритмы подачи авто, ввел страхование пассажиров и водителей, а также осуществил ребрендинг.
С 2017 года Uklon стал первой компанией в Восточной Европе, которая ввела страхование жизни пассажиров и водителей сервиса от несчастного случая. Вместе со страховой компанией ARX с 2020 года каждая поездка была застрахована до 1 миллиона гривен, посылка при заказе доставки до 15 тысяч гривен. В ноябре 2021 года Uklon застраховал услугу Драйвер до 100 тысяч гривен.
В 2019 году Uklon нанял инвесткомпанию Dragon Capital для поиска инвестора, деньги пригодились бы для выхода в некоторые страны Африки. Из-за пандемии COVID-19 первая экспансия так и не свершилась.
Осенью 2021 года Uklon анонсировал новые опции, которые заботятся о безопасности пассажиров и водителей. Появились «Черные списки» для райдеров и драйверов и «Контроль скорости» для драйверов.
6 декабря 2021 года онлайн-сервис вызова авто начал работу в Кишиневе, Молдова. Жители города получили локализованное приложение, работающее по аналогии с украинским.
А в апреле 2022 года сервис стал доступным в 29 новых населенных пунктах в 10 областях Украины. Таким образом пользователи приложения Uklon имеют возможность вызвать авто в пределах города или же добраться до областного центра.
В мае 2022 года компания объявила о запуске международной франшизы для глобальной экспансии на новые рынки. Uklon планирует расширение за границей и отмечает заинтересованность в странах Балтии, Польши, Словакии, Чехии и других странах.
В 2023 году компания вышла на рынок Узбекистана и Азербайджана.

## Услуги и социальная инициатива
Uklon имеет два приложения: приложение для пассажиров Rider App и приложение для водителей Driver App.
Rider App – мобильное приложение и веб-сайт, позволяющий пользователям делать заказы и отслеживать поездки.
Driver App – приложение для водителей, позволяющее получать заказы, отслеживать свою активность и управлять своей занятостью.
Первыми заказ видят те водители, которые находятся ближе всего, имеют хорошую карму и более высокий рейтинг по оценке сервиса.
Продуктами компании также являются Map Services – собственный картографический сервис по географической привязке объектов: дороги, адреса, объекты, а также пробки; и CRM – всеобъемлющая система управления внутренними процессами, отвечающая за коллаборацию членов команды и интеграцию с другими вспомогательными системами.
Uklon имеет услугу «Драйвер», то есть трезвый водитель. Компания предоставляет возможность благодаря профессиональным водителям пользователю приложения доехать, куда нужно на собственном авто.
Кроме того, компания имеет услугу по перевозке посылки партнером «Доставка». Класс «Доставка» позволяет передавать посылки весом до 20 кг по стандартному тарифу. Посылки можно доставлять от двери к двери, воспользовавшись дополнительной опцией приложения «Доставка к двери».
Летом 2020-го онлайн-сервис запустил новый класс авто «Детский», тогда более 500 автомобилей оснастили новыми современными детскими креслами и бустерами.
Запуск новой функции в сентябре 2020 года Uklon Share позволил находить попутчиков и делить оплату на поездку.
Зимой 2022 года Uklon запустил рейсы Ski Bus в Буковель и обратно.

## Тарифы
Компания ориентируется на средние цены на рынке — тарифы Uklon не выше и не ниже, если сравнивать с другими службами и сервисами. С мая 2017 года Uklon внедрил систему изменения расценок в зависимости от загруженности и уровня спроса вместо статичных тарифов, которые действовали ранее. Для этого система учитывает количество заказов, наличие водителей и загруженность дорог.
В мае 2022-го Сергей Смусь рассказал, что в сервисе прозрачный механизм — повышается спрос, срабатывает коэффициент, цена на поездку повышается. К тому же клиент сам может повысить цену, чтобы быстрее найти авто и уехать. А кто-то хочет сэкономить и готов подождать.
Система коэффициентов срабатывает сегодня, например, накануне комендантского часа, когда желающих уехать становится значительно больше. «В такие моменты водитель может взять заказ по двойному тарифу».

## Контроль качества
Компания Uklon имеет собственный круглосуточный call-центр для поддержки клиентов и водителей, сотрудничающих с сервисом. Кроме того, пассажиры могут оценивать качество работы водителей, партнерам с низким рейтингом блокируется доступ к сервису. Иногда на основании жалоб пассажиров от сервиса отключаются целые диспетчерские службы такси.
Онлайн-сервис вызова такси Uklon запустил кнопку SOS для экстренных ситуаций в дороге, когда пассажиру необходима мгновенная помощь. Новая функция "Кнопка SOS" дополняет уже существующие: контроль скорости авто и "черный список" для водителя и пассажира.
Еще за два-три года до войны Uklon начал работать с YouСontrol. Перед подключением к сервису все водители проходят многоэтапную проверку, в частности проверяются состояние авто и личные данные через базу МВД Украины и YouControl о наличии судебных дел. Кроме того, проводится собеседование и рекомендации по предоставлению сервиса, в частности водитель проходит собеседование на знание языка. Последние два года не сотрудничали с людьми, которые не могут предоставлять сервис на украинском, у которых нет вида на жительство и прочее.

## Устойчивое развитие
В декабре 2016 года вместе с БФ “Таблеточки” запустили акцию. Все средства, полученные при поездке клиентов сервиса с хештегом «#наТаблеточки», перечислялись онкобольным детям.
Объединившись, в июле 2019-го, Uklon с фондом “Жизнелюб”, а также сеть кофеен Brown Cup, запустили акцию «Не валидол, а рок-н-ролл», цель которой – борьба с эйджизмом и предвзятым отношением к людям старшего возраста.
В октябре 2020 года Uklon предоставил автомобили для социальной инициативы «Мобильные клиники», которая направлена на помощь детям и беременным женщинам с ВИЧ и СПИДом.
Компания создала лимитированную коллекцию апсайклинг-сумок Rebord из виниловых баннеров, чтобы обратить внимание на проблему утилизации рекламных материалов и показать пример того, что из отслужившей свой срок баннерной ткани можно создавать новые вещи, а не горы мусора на ближайшие сотни лет.
В июне 2021 года Uklon поддержал юбилейный международный фестиваль «Книжный Арсенал», организовав зону отдыха с интерактивной инсталляцией, где каждый желающий мог поделиться своей книжной историей, эмоцией или чувствами.
В августе 2021 года состоялся Uklon Night Run, где компания пыталась транслировать, что предлагает своим пользователям движение по их правилам.

## COVID-19
В марте 2020 года Uklon ввел бесплатную перевозку медиков и доноров во время карантина.
Тогда же Uklon вместе с платформой ДонорUA запустили Всеукраинский проект «Такси для донора»: доноры крови получили бесплатные поездки. В Киеве сервис обеспечил бесплатной перевозкой людей, которые трижды в неделю должны были проходить процедуру гемодиализа.
Осенью 2020-го Uklon запустил новый класс AntiCOVID с защитными перегородками.
В августе 2020 года Uklon совместно с информационной системой Helsi.me открыла запись на вакцинацию от COVID-19 для всех водителей, работающих с сервисом.
Осенью 2021 года Uklon и МОЗ запустили совместную инициативу, чтобы привлечь украинцев пройти вакцинацию от COVID-19. Uklon подарил до -50% на 3 поездки тем, кто сделает прививки, по крайней мере, первой дозой антиковидной вакцины.

## В период российско-украинской войны
В 2014 году, с начала войны на Донбассе, Uklon начал сотрудничать с благотворительным фондом «Повернись Живим» в поддержку украинских военных.
В сентябре 2016 года пользователи приложения Uklon имели возможность проехать вместе с волонтерами и ветеранами на «Военном такси», которое вскоре отправилось в зону АТО. Заказать авто можно указав хэштег #WarTaxi в комментариях к заказу, деньги за поездку были направлены на ремонт военной техники.
В 2021 году ко Дню защитников и защитниц Украины Uklon вместе с БФ «Повернись Живим» провели совместную кампанию «14 дней для защитников» в поддержку украинских военных. Кроме того, 14 октября сервис дополнительно организовал день бесплатной доставки для ветеранских бизнесов.
24 февраля 2022 года, с начала полномасштабного российского вторжения на Украину, Uklon в числе немногих остался вместе с людьми в трудный момент. Сервис продолжил возить, эвакуировать и доставлять самое необходимое в Киеве и во многих других городах.
С начала войны в 2022 году украинский сервис запустил проект «Волонтер», в рамках которого компания бесплатно подвозит топливо, еду, питьевую воду и медикаменты для работников критически важных инфраструктур городов.
10 марта 2022-го Uklon запустил новый класс авто «Эвакуация», позволяющий добраться из одного города Украины в другой.
Uklon увеличил уже имеющуюся поддержку фонда «Повернись Живим» до 310 000 гривен в месяц.
6 марта 2022 года из-за вражеского выстрела из миномета погиб Анатолий Бережный, сотрудник Uklon. Он помогал мирным жителям Ирпеня с эвакуацией. Анатолию было 26 лет. Он был частью волонтерской группы, которая за два дня вывезла более 400 человек.
В апреле 2022 года в мобильном приложении Uklon появилась опция «Благотворительный взнос» для поддержки проекта #UklonВолонтер. Для осуществления пожертвований на главном экране приложения следует нажать кнопку «Благотворительный взнос» и перечислить желаемую сумму средств.

## Рейтинги
Uklon занимает 13 место в рейтинге “Топ-100 IT-работодателей 2021 года” от MC today.
Компания входит в список 30 лучших стартапов журнала Forbes.